# Ambrosia divaricata
Ambrosia divaricata là một loài thực vật có hoa trong họ Cúc. Loài này được (Brandegee) Payne mô tả khoa học đầu tiên năm 1964.